# .org
.org is een generiek topleveldomein (gTLD) in het Domain Name System van het internet voor organisaties. Het wordt soms uitgesproken als 'dot-org', zoals de meeste gTLD's, maar niet alle gebruikers zijn het hiermee eens. Deze gTLD wordt sinds 2003 beheerd door Public Interest Registry (PIR), daarvoor was Verisign de beheerder. Het domein .org is een van de grootste topleveldomeinen, met in 2012 meer dan tien miljoen domeinnamen.
.org was een van de oorspronkelijke topleveldomeinen die ontstonden in januari 1985. Het was bedoeld om gebruikt te worden door niet-commerciële organisaties, die verder bij geen enkel ander TLD pasten. Tegenwoordig kan iedereen een domein onder .org registreren, zodat het min of meer gelijk staat met .com. 
Sommige bedrijven nemen het tld .org op in hun naam, bijvoorbeeld OpenOffice.org.